# Spyker 7HP Two-Seater

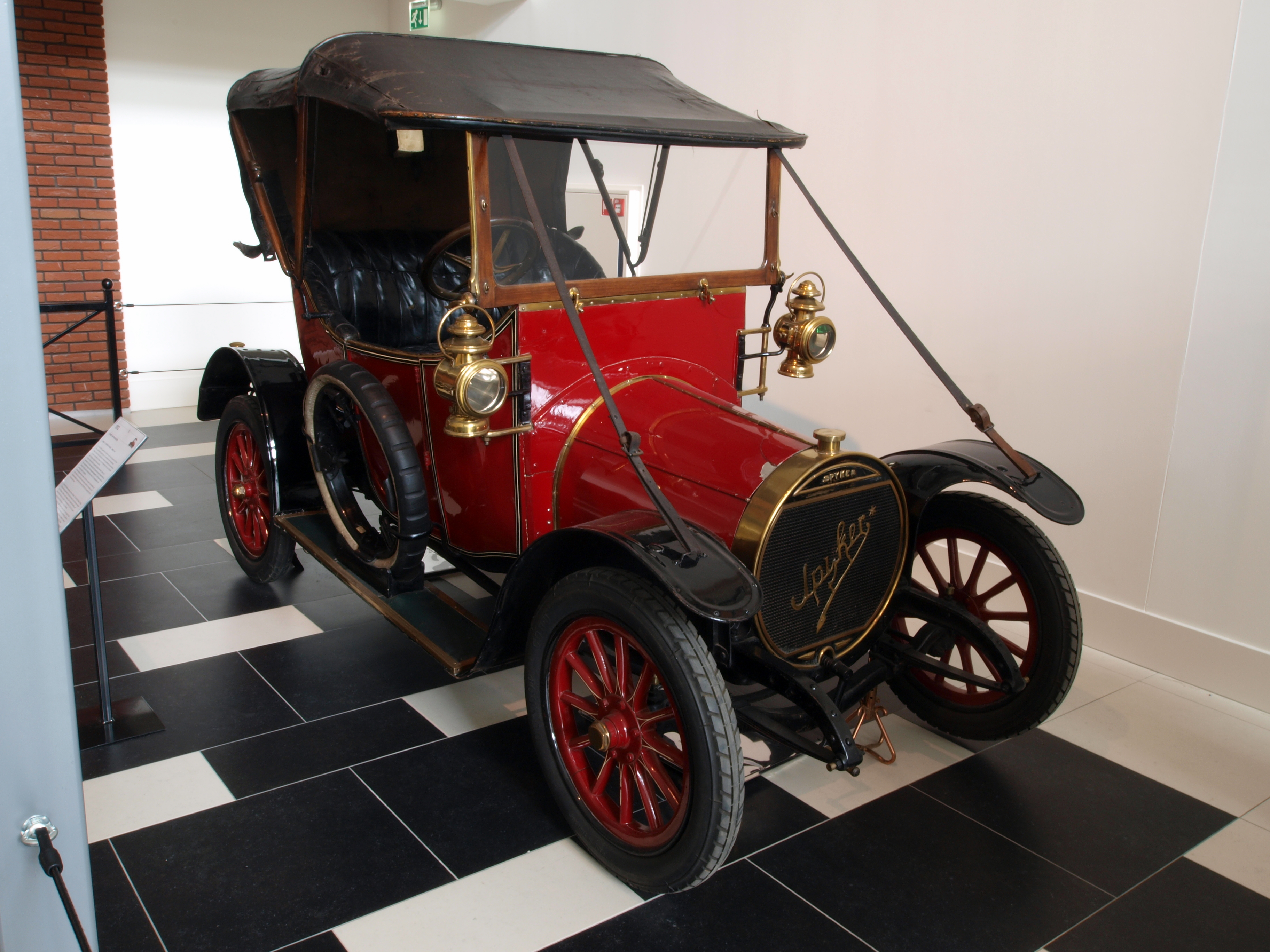
Spyker 7HP Two-Seater in het Louwman Museum

De Spyker 7HP Two-Seater was een prototype van Spyker, in 1912 gebouwd om te voldoen aan de vraag naar kleinere, zuinigere auto's. Het is een 7 pk-tweecilinder met een 1,1 liter-motor. Het model is ontworpen door de Belgische ingenieur Joseph Laviolette.
Bienfait, een van de directeuren van Spyker, geloofde dat er minstens honderd van deze auto's verkocht konden worden. De rest van het bestuur was het hier echter niet mee eens en het project ging niet verder dan dit prototype, waardoor de auto uniek is. Het enige exemplaar staat in het Louwman Museum.
De auto was uitgerust met een ‘Stepney’-reservewiel. Bij een lekke band kon het reservewiel op de kapotte band worden bevestigd, zodat de auto naar de dichtstbijzijnde garage kon worden gereden. De oudste Vredestein-band, gemaakt in de voormalige fabriek in Loosduinen, is gemonteerd op het reservewiel van deze Spyker.

## Technische kenmerken
Twee-deurs tweezitter roadster, motor voor en achterwielaandrijving. Benzine, vloeistofgekoelde tweecilinder (R2), SV-verdeling, volume 1106 cm³, twee kleppen/cilinder, carburateur, zonder supercharging, vermogen 5,0 kW (7,0 pk), mechanische versnellingsbak met drie versnellingen, maximale snelheid 50 km/h. Met trommelremmen achter en geen voorrem.

## Wetenswaardigheden
- Heer Bommel rijdt in de "Oude Schicht", een auto die geïnspireerd was op deze Spyker.
- In 2014 verscheen een serie postzegels met verschillende Spyker-modellen, waaronder de 7HP.